# Nephargynnis occidentalis
Nephargynnis occidentalis är en fjärilsart som beskrevs av Descimon och Mast de Maeght 1973. Nephargynnis occidentalis ingår i släktet Nephargynnis och familjen praktfjärilar. Inga underarter finns listade i Catalogue of Life.